# Santuario Nacional Los Manglares de Tumbes
El Santuario Nacional Los Manglares de Tumbes es un área protegida del Perú que abarca una porción de la ecorregión del Golfo de Guayaquil, conocidos localmente como Manglares de Tumbes. Se sitúa en la sección más septentrional de la costa pacífica del país.
Antiguamente, estos manglares abarcaron unas 28 mil hectáreas, reduciéndose significativamente con el tiempo debido a la tala de bosques con el fin de establecer criaderos de langostinos.
Tiene una extensión de 2 972 hectáreas y fue creado el 2 de marzo de 1988 mediante decreto supremo N°018-88-AG. El 20 de enero de 1997 fue designada sitio Ramsar. En el 2016 la UNESCO incluyó al Santuario Nacional Manglares de Tumbes como Zona Núcleo de la Reserva de Biósfera Noroeste Amotapes-Manglares.

## Biodiversidad
La comunidad del manglar en Tumbes está tipificada por cuatro especies de mangle: el mangle rojo (Rhizophora mangle), el mangle salado (Avicennia germinans), el mangle blanco (Laguncularia racemosa), y el mangle botón (Conocarpus erectus) así como otras 40 variedades botánicas. Estos manglares son el hábitat apropiado, y en muchos casos único, para una amplia gama de especies. También encontramos más de 200 especies de aves -muchas de ellas únicas y en peligro de extinción-, como garzas de diferentes especies o el ave fragata (fregata magni-ficens) y mamíferos de distribución restringida y en situación rara o amenazada, como el perro conchero, también llamado el oso manglero o mapache (Procyon cancrivorus) y la nutria del noroeste (Lutra longicaudis), sin olvidar el cocodrilo americano.

## Importancia
Hoy en día este santuario ha adquirido su importancia dado que es única muestra representativa de mayor extensión de bosques de manglares en Perú.
Es más, no solo proporciona leña, estacas y puntales, sino que también es una barrera natural contra la erosión que producen las olas y mareas. Además, al producir una enorme cantidad de sedimentos y materia orgánica le va ganando terreno al océano.
También, como hemos dicho antes, allí se encuentran recursos que extraen los pescadores artesanales para la alimentación de la población local y constituyen un refugio para el cocodrilo de Tumbes (Crocodylus acutus) o cocodrilo americano, especie que se encuentra en vía de extinción.
Desarrollar un turismo sostenible es de vital importancia para su conservación y la de los pescadores artesanales que pueden hallar una fuente extra de ingresos y minimizar su impacto a la vez que conservan sus métodos tradicionales. Además un sector turístico fuerte y organizado sosteniblemente puede competir con las langostineras y ayudar a conservar el lugar.

## Amenazas
Los manglares de Tumbes son amenazados por la deforestación causada por los criaderos de langostinos.

## Visitas
- Ubicación: El Santuario Nacional Los Manglares de Tumbes está ubicado en la provincia de Zarumilla en la región Tumbes y en la costa fronteriza con Ecuador.
- ¿Cuándo ir? Entre abril y noviembre. (recomendado)
- Otros atractivos cercanos: Puerto Pizarro, Aguas Verdes
- Actividades: fotografía, observación de la vida silvestre, senderismo.
- Clima: tropical y soleado gran parte del año, con temperaturas anuales medias del orden de los 25 °C. Lluvias esporádicas entre diciembre y marzo.

## Clima
Las temperaturas medias de 18 °C en invierno y 30 °C en verano. Sequía (100 a 300 mm anuales) entre abril y noviembre y lluviosos entre diciembre y marzo (2700 a 3800 mm por año).